# Віторк'яно
Віторк'яно (італ. Vitorchiano) — муніципалітет в Італії, у регіоні Лаціо,  провінція Вітербо.
Віторк'яно розташований на відстані близько 70 км на північ від Рима, 8 км на північний схід від Вітербо.
Населення — 5201 особа (2014).

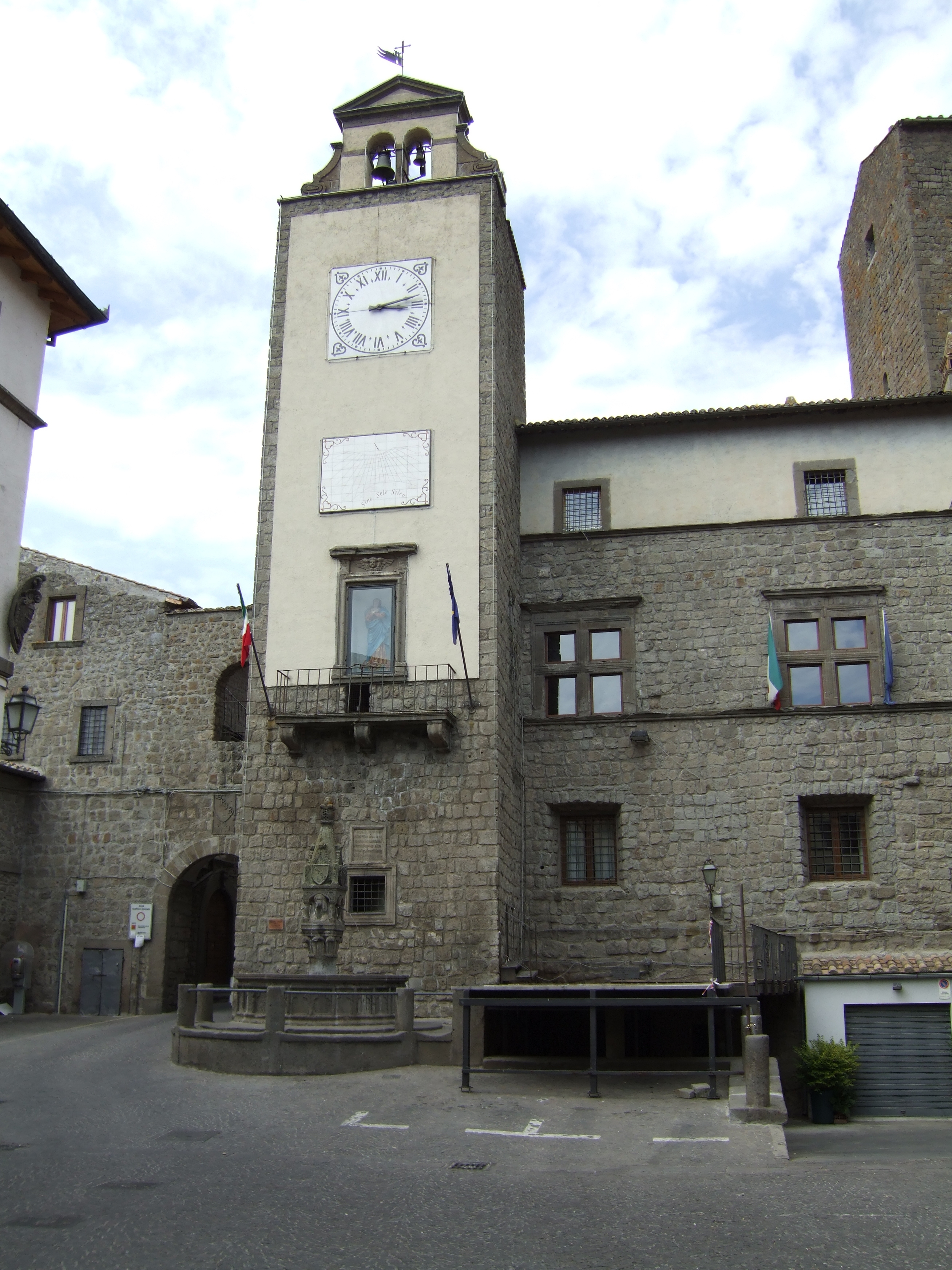

Щорічний фестиваль відбувається 8 травня. Покровитель — святий Михайло.

## Демографія
Населення за роками:

Станом на 1 січня 2023 року в муніципалітеті офіційно проживало 268 іноземців з 47 країн, серед них 119 громадян країн Євросоюзу та 5 громадян України.

## Сусідні муніципалітети
- Бомарцо
- Соріано-нель-Чиміно
- Вітербо